# Vencedores do Prêmio Brasil Olímpico de 2018
O Prêmio Brasil Olímpico de 2018 consagrou como melhores atletas do ano de 2017 a judoca Mayra Aguiar e o tenista Marcelo Melo. Os outros finalistas foram Ana Marcela Cunha (maratona aquática), Ana Sátila (canoagem slalom), Caio Bonfim (atletismo) e a dupla Evandro Gonçalves/André Stein (vôlei de praia).

## Vencedores por modalidade
A lista dos melhores de 2018 incluiu atletas de 50 modalidades: